# Traité de Gallipoli
 (février 2023).
Si vous disposez d'ouvrages ou d'articles de référence ou si vous connaissez des sites web de qualité traitant du thème abordé ici, merci de compléter l'article en donnant les références utiles à sa vérifiabilité et en les liant à la section « Notes et références ».
Le traité de Gallipoli est un accord conclu au début de l'année 1403 entre Suleyman Bey, dirigeant des régions européennes de l'Empire ottoman et les principales puissances chrétiennes des Balkans : l'Empire byzantin, la république de Venise, la république de Gênes, l'ordre de Saint-Jean de Jérusalem et le duché de Naxos. Il fait suite à la bataille d'Ankara qui plonge l'Empire ottoman dans la guerre civile, partagé entre plusieurs prétendants au trône. Suleyman tente alors de renforcer ses positions face à ses frères et adversaires. Le traité fait d'importantes concessions aux royaumes chrétiens, en particulier aux Byzantins, qui récupèrent plusieurs territoires perdus et deviennent même les suzerains nominaux des Ottomans. Si Mehmed Ier, vainqueur de Suleyman, accepte les conditions du traité, celui-ci est rejeté après sa mort en 1421.

## Contexte
Le 26 juillet 1402, le sultan Bayezid Ier est lourdement vaincu et capturé par Tamerlan après la bataille d'Ankara. Pour l'Empire ottoman, le choc est significatif. La partie asiatique de l'empire ottoman est divisée par Tamerlan, qui rend leur indépendance à de nombreux beylicats incorporés par les Ottomans. Il ne s'intéresse pas aux régions européennes sous contrôle ottoman mais la défaite met un coup d'arrêt à la progression turque, à l'image de l'interruption du siège de Constantinople. Les puissances chrétiennes tentent de profiter de la situation pour affermir leurs positions mais sont trop faibles pour réellement combattre les Turcs.
Suleyman Bey, le fils aîné de Bayezid, échappe à la défaite avant de rejoindre Gallipoli le 20 août. Ses autres frères, alors en Anatolie, traitent avec Tamerlan, espérant pouvoir conserver le plus de territoires possibles. Suleyman en profite pour s'emparer des territoires européens de l'Empire, la Roumélie. Toutefois, sa légitimité demeure fragile et il cherche à s'assurer du soutien des autorités chrétiennes de la région, au travers d'une trêve. Il espère ensuite pouvoir combattre ses frères en Asie. Le 22 septembre, la république de Venise entame des pourparlers, espérant prendre Gallipoli. Les Vénitiens entrent aussi en contact avec Manuel II Paléologue, alors en voyage en Europe pour chercher de l'aide. Ils l'incitent à rentrer à Constantinople car son neveu et régent, Jean VII Paléologue, est vu comme trop favorable à la république de Gênes. 
Les négociations commencent assez vite après la bataille d'Ankara. Suleyman envoie des ambassadeurs à Venise et auprès de Manuel, leur offrant d'importantes concessions. Toutefois, Manuel ne peut revenir à Constantinople qu'au début de l'été 1403 et un accord est trouvé dans l'intervalle, après trois mois et demi de négociations. Les Vénitiens tentent de profiter de la situation pour déstabiliser leur rival florentin, Antonio Ier Acciaiuoli, qui vient de prendre Athènes. Ils vont ainsi jusqu'à envoyer leur meilleur diplomate, le seigneur d'Andros, Pietro Zeno, aux côtés de Marco Grimani. De leurs côtés, les Génois envoient Jean de Chateaumorand comme représentant de leurs possessions en Orient.

## Dispositions du traité
Il est fort probable que le traité soit signé en janvier ou au début de février 1403 car des copistes de Pera sont payés le 20 février pour avoir écrit son contenu. Seule une copie en a survécu sous la forme d'une médiocre traduction vénitienne de l'original rédigé en turc. Pietro Zeno a aussi laissé un compte-rendu des négociations avec les Ottomans.
Le sultan Suleyman conclut la paix avec le grand empereur des Grec (Jean VII Paléologue), son « père », ainsi que les Hospitaliers de Rhodes, Venise, Gênes, l'île de Chios et le duché de Naxos, ainsi qu'avec toutes les terres et îles génoises ou vénitiennes en mer Égée et en mer Noire.
- A l'empereur byzantin, le sultan cède Thessalonique et Kalamaria, avec leurs territoires afférents, la côte depuis le fleuve Gallikos jusqu'au fleuve Paravardaro, ainsi que la terre depuis Panidos (sur la mer de Marmara) jusqu'à Messembria sur la mer Noire, et la région de Palatéoria avec toutes ses forteresses. Les Byzantins sont libérés de l'obligation de payer un tribut et peuvent ériger autant de fortifications qu'il leur plaît. A ce propos, l'historien byzantin Doukas rapporte un récit légèrement différent, mentionnant que Suleyman cède les régions du Strymon jusqu'à Zetounion, le Péloponnèse et les alentours de Constantinople depuis Panidos jusqu'au Hieron Stomion, soit le Bosphore, ainsi que toutes les forteresses situées du fleuve Strymon jusqu'à Zetounion, soit la plus grande partie du littoral de la Macédoine et la côte de la Thessalie jusqu'au golfe Maliaque. En revanche, il est impossible de savoir jusqu'où cette cession s'étend dans les terres.

- Suleyman cède aussi tous les châteaux que l'empereur a pu détenir en Asie Mineure. Le retour de forteresses situées sur les côtes d'Anatolie est confirmé par l'historien byzantin Laonicos Chalcondyle mais aucun détail n'est donné. L'historien ottoman Aşıkpaşazade mentionne plusieurs forts repris par Mehmed Ier vers 1419 : Hereke, Gebze, Darıca, Pendik et Kartal, sur le littoral nord du golfe de Nicomédie. Cependant, son récit suggère aussi qu'ils font l'objet de conflits récurrents avec les Byzantins dans les années qui suivent.

- Suleyman s'engage à défendre Constantinople en cas d'attaque par Tamerlan.

- Suleyman met un terme à l'occupation des îles Sporades du nord : Skópelos, Skiathos et Skyros.

- Tous les sujets de Constantinople, c'est-à-dire de l'empereur byzantin, sont autorisés à rentrer chez eux sans difficultés.

- Tous les litiges en cours datant des temps de Bayezid et de son père sont abandonnés, sauf les cas d'endettement entre particuliers.

- Le prince serbe Stefan Lazarević obtient de pouvoir conserver ses terres à la condition d'accepter les mêmes obligations dues à Bayezid, soit le paiement d'un tribut et la promesse de fournir une aide militaire.

- Tous les marchands français, vénitiens, génois, de Rhodes et grecs bénéficient d'une liberté de commerce dans toutes les possessions de Suleyman.

- Dans l'éventualité d'un crime commis par un marchand, seul le coupable à l'exclusion de tout autre marchand devra être condamné.

- En cas de naufrage d'un navire au sein du territoire contrôlé par Suleyman, ses biens seront rendus à ses propriétaires et ses occupants pourront repartir libres.

- Tous les ports contrôlés par Suleyman seront ouverts au commerce des chrétiens, qui pourront y exporter du grain sans restriction. La taxe sur chaque boisseau de grain est fixée à un hyperpère.

- Les navires de Suleyman ne pourront quitter les Dardanelles sans la permission de l'empereur byzantin et de la Ligue chrétienne.

- Tous les prisonniers byzantins détenus par Suleyman ou l'un de ses subordonnés seront libérés.

- Tous les prisonniers génois détenus par Suleyman ou l'un de ses subordonnés seront libérés.

- Si un esclave génois venait à s'enfuir en territoire ottoman, il sera livré aux autorités de Gênes. Tout musulman détenu par les Génois après l'attaque de Tamerlan sera libéré.

- 25 prisonniers de Chios, une île sous la protection de Gênes, seront libérés par les Ottomans.

- Les colonies génoises de la mer Noire n'ont plus à payer de tribut aux Ottomans.

- Le tribut de 500 ducats payé jusque-là par Chios au gouverneur ottoman d'Izmir est abrogé.

- Tous les territoires, forts, localités et toutes autres possessions prises à Venise devront lui être restitués, de même que la cité d'Athènes. Dans les faits, Antonio Ier Acciaiuoli reste le maître de cette dernière.

- Les Vénitiens reçoivent une bande de terre d'un peu plus de cinq kilomètres de large sur le continent, en face de l'île d'Eubée qui une colonie de Venise. Toutefois, les Ottomans conservent le contrôle des ports et des marais salants de la zone. En outre, les Vénitiens doivent punir toute personne s'emparant de grain sur le territoire ottoman sans s'acquitter des taxes dues.

- Suleyman accepte de ne pas accroître le tribut sur le marquisat de Bodonitza, alors même que le marquis a conspiré contre les Ottomans en Thessalie.

- Les esclaves des deux parties qui chercheraient à s'échapper chez l'un ou l'autre des signataires seront expulsés.

- Le tribut de 200 ducats payé par le duché de Naxos est abrogé.

- Suleyman accepte de libérer 500 prisonniers vénitiens, à la condition que Venise libère tous les prisonniers ottomans qu'elle détient.

- Le tribut de 500 ducats payé par la Nouvelle-Phocée (colonie génoise) est abrogé.

- Le transfert du comté de Salona du despotat de Morée aux Hospitaliers de Rhodes est ratifié.

## Conséquences
Le traité signé par Suleyman est mal accepté par les Ottomans mais, ratifié à nouveau au retour de Manuel II, il donne à Suleyman des moyens dans la guerre civile qui s'annonce entre les prétendants ottomans. Finalement, ses frères sont aussi contraints d'accepter les concessions pour éviter toute guerre avec les puissances chrétiennes. Ainsi, en 1411, Suleyman est renversé mais Mehmed Ier garantit son application. En revanche, l'opposition de certains chefs frontaliers ottomans, notamment Evrenos Beg, explique que Gallipoli reste aux mains des Ottomans. Pour ces derniers, il s'agit d'éviter de connaître à nouveau la perte de cette position stratégique, à l'image de sa prise éphémère par la croisade savoyarde de 1366 qui a temporairement coupé les relations entre les deux parties de l'Empire.
L'historien Nevra Necipoğlu souligne la référence à l'empereur byzantin comme le père de Suleyman. Il s'agit là d'un spectaculaire renversement de situation puisque avant la bataille d'Ankara, les Byzantins sont réduits à l'état de vassaux de Bayezid et au bord de la destruction. Manuel parvient ainsi à rétablir pour quelques décennies la situation byzantine, lui et ses successeurs profitant des luttes intestines des Ottomans pour garantir leur existence, jusqu'à la chute de Constantinople en 1453. Quand Mehmed Ier triomphe de tous ses frères en 1413, il accepte son statut de vassal de l'empereur byzantin, malgré l'évidente disproportion des forces en sa faveur.
L'ascension de Mourad II sur le trône change la donne. Elle se fait conjointement avec l'arrivée au pouvoir de Jean VIII Paléologue, fils de Manuel II. Les deux dirigeants s'opposent rapidement et Mourad met le siège devant Constantinople en 1422. Dans le même temps, il impose un blocus à Thessalonique. Dès 1423, les Byzantins doivent céder la ville aux Vénitiens. Finalement, en février 1424, un traité byzantino-ottoman rétablit la paix mais les Byzantins ont alors perdu tout ce qu'ils avaient obtenu en 1403, redevenant les vassaux des Ottomans.